# Sant Martí de Benós
Sant Martí de Benós és una església de Benòs al municipi d'Es Bòrdes inclosa en l'Inventari del Patrimoni Arquitectònic de Catalunya.

## Descripció
És una església en principi romànica, però queden pocs de restes d'aquesta primitiva estructura. L'absis es va perdre. La planta és d'una nau amb volta de canó.

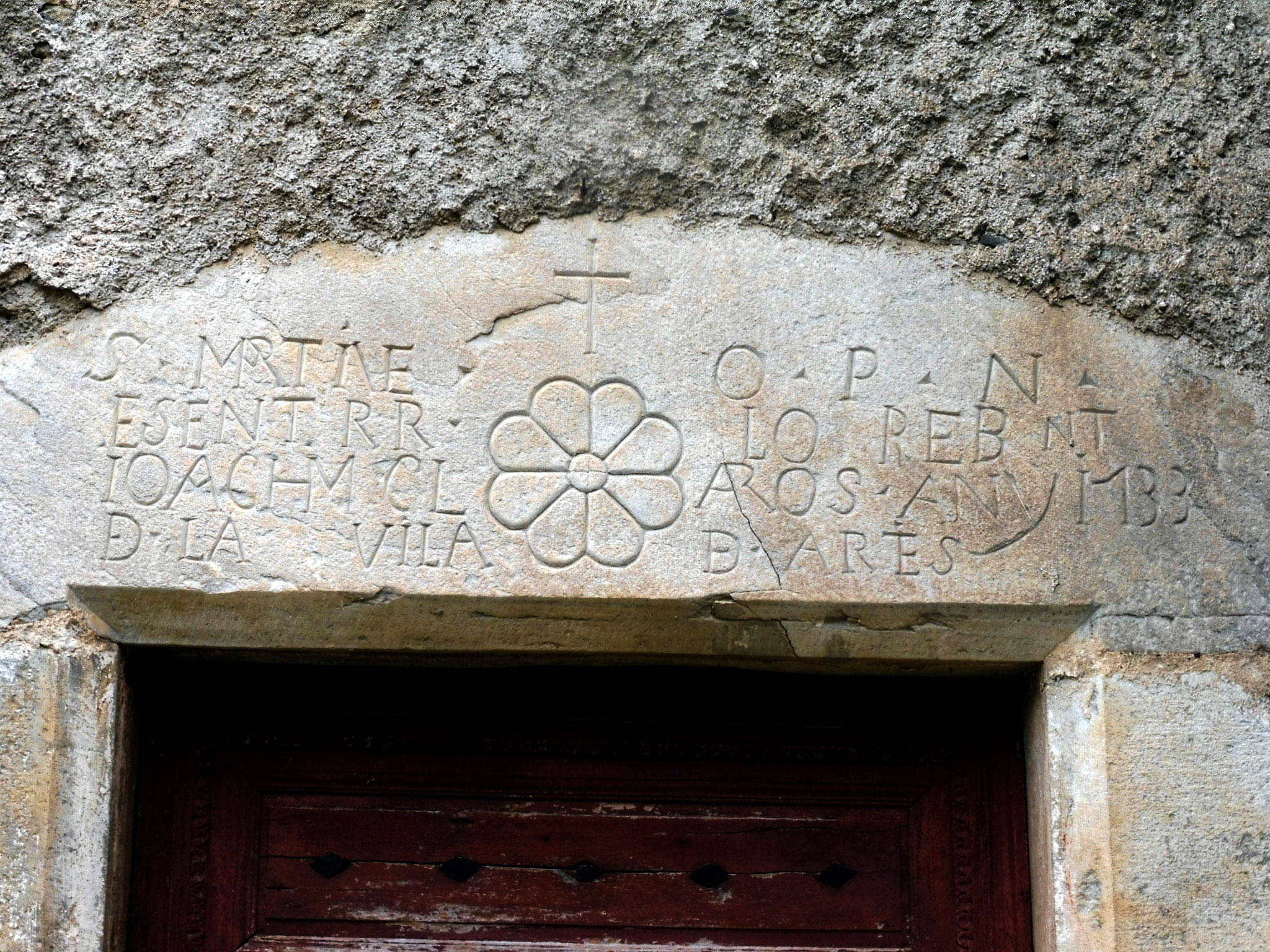
Llinda de la porta

La reixa de la porta d'accés al cementiri i a la parròquia, està feta de ferro forjat. Està formada per un conjunt de barres de ferro paral·leles i la balda és llisa. És molt senzilla, ja que només té motius decoratius a la part superior, els quals tenen un acabament en tres fulles lleugerament doblegades.
La llinda de la porta d'accés, presenta una inscripció:
S MRTNE O. P. N
ESENT RR LO REB NT
JOACHN CL AROS ANY 1733
D LA VILA D ARES

## Història
Té incoat expedient de conjunt històric amb data de 1976.